# Стеллан Нільссон
Стеллан Нільссон (швед. Stellan Nilsson, нар. 28 травня 1922, Лунд — пом. 27 травня 2003) — шведський футболіст, що грав на позиції півзахисника.

## Клубна кар'єра
У дорослому футболі дебютував 1941 року виступами за команду клубу «Мальме», в якій провів дев'ять сезонів, взявши участь у 41 матчі чемпіонату. У складі «Мальме» був одним з головних бомбардирів команди, маючи середню результативність на рівні 0,49 голу за гру першості.
Згодом з 1950 по 1954 рік грав у складі команд італійського «Дженоа» та французького «Анже».
Завершив професійну ігрову кар'єру у клубі «Олімпік» (Марсель), за команду якого виступав протягом 1954–1955 років.
Помер 27 травня 2003 року на 81-му році життя.

## Виступи за збірну
1943 року дебютував в офіційних матчах у складі національної збірної Швеції. Протягом кар'єри у національній команді, яка тривала 8 років, провів у формі головної команди країни лише 17 матчів, забивши 4 голи.
У складі збірної був учасником футбольного турніру на Олімпійських іграх 1948 року у Лондоні, по результатах якого став олімпійським чемпіоном, а також чемпіонату світу 1950 року у Бразилії, на якому команда здобула бронзові нагороди.

## Титули і досягнення
- Чемпіон Швеції: 1943-44, 1948-49, 1949-50
- Володар Кубка Швеції: 1944, 1946, 1947
- Олімпійський чемпіон: 1948
- Бронзовий призер чемпіонату світу: 1950